# Diagrama de reparto de elecciones

Diagrama de reparto de elecciones semicircular.

Un diagrama de reparto de elecciones es la representación gráfica de los resultados de las elecciones y los escaños en un órgano plenario o legislativo. El gráfico también se puede utilizar para representar datos en términos fáciles de entender, por ejemplo, agrupando partes aliadas.

## Antecedentes
Los votos en una elección a menudo se representan mediante gráficos de barras o gráficos circulares, a menudo etiquetados con el porcentaje o número de votos correspondiente. La distribución de escaños entre los partidos en un cuerpo legislativo tiene un conjunto definido de reglas, único para cada cuerpo. Como ejemplo, el Senado de Virginia dice:

El Secretario del Senado, después de la elección de los Senadores, asignará escritorios a los Senadores individuales con los Senadores elegidos como miembros del partido mayoritario en el Senado en el área de la cámara comenzando en el lado norte de la cámara hasta que todos esos escritorios hayan sido asignado, y luego los Senadores elegidos como miembros del partido minoritario en el Senado, y luego cualquier Senador no elegido como miembro de los dos partidos políticos principales.

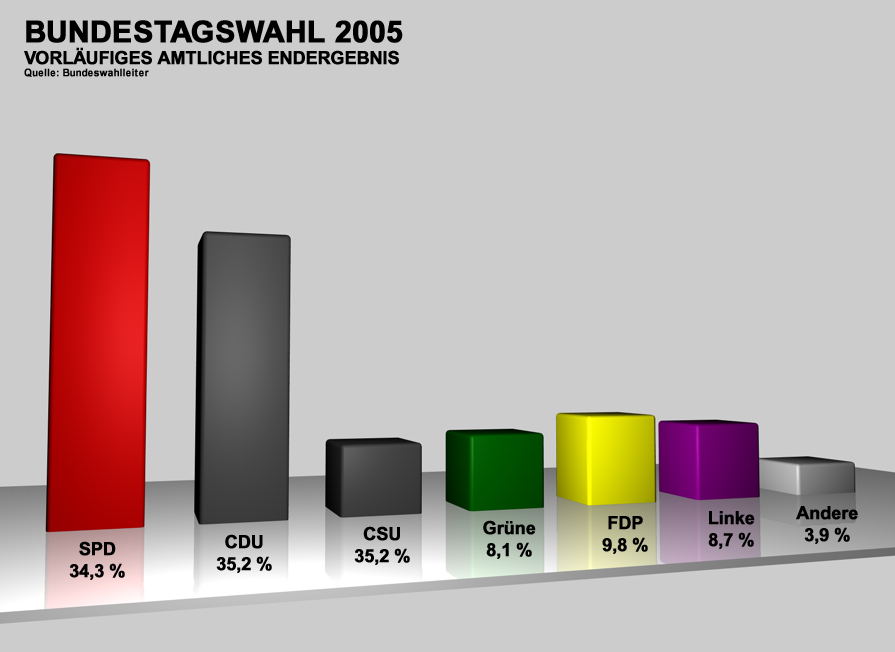
Elecciones al Bundestag de 2005.

Sin embargo, la distribución de escaños entre los partidos en un cuerpo legislativo como un parlamento puede representarse más claramente mostrando los representantes individuales de cada partido representados por puntos en un patrón, porque el número de representantes también es significativo y es fácil de representar. entendido visualmente. Los puntos suelen codificarse según el color político de los respectivos partidos. Esto se presentaba tradicionalmente como un diagrama de asientos de una sala plenaria, pero también se puede representar de una manera más abstracta que se corresponda más libremente con la disposición de los asientos en una legislatura, por ejemplo, una forma de diagrama de media dona como una representación abstracta de un hemiciclo, o una representación al estilo del Parlamento de Westminster, que muestra al gobierno, la oposición, el presidente del parlamento y los interlocutores. En Alemania, el orden de las barras suele corresponder de izquierda a derecha a la ubicación de los partidos en la elección anterior y, por lo tanto, se basa en el orden que figura en la boleta electoral, que se regula en el artículo 30 de la Ley Federal Electoral.
Estos gráficos también se pueden utilizar para representar datos en términos fáciles de entender. Un ejemplo de esto son las respuestas de los políticos a los tiroteos de Orlando.

## Galería

Diagrama esquemático de la Cámara de los Lores, que muestra al gobierno, la oposición, el banquillo transversal y el presidente de la cámara, sin ser una representación precisa de la distribución de los asientos.
Diagrama estilizado en forma de U destinado a representar el diseño de la Asamblea de Irlanda del Norte.
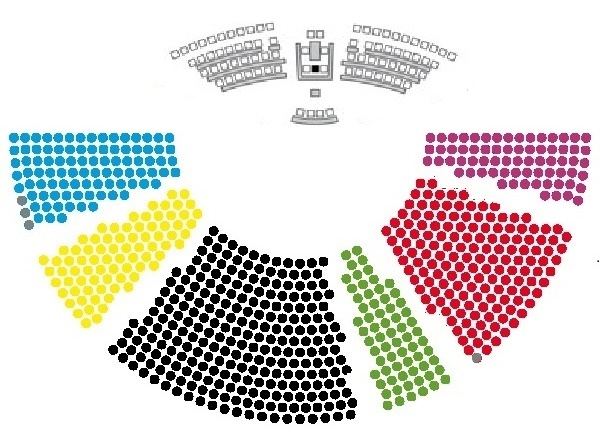
Diagrama de reparto de elecciones que refleja fielmente la distribución real de los asientos del Bundestag.

## Lectura adicional
- Bradberry, Brent A. (Febrero de 1992). «A Geometric View of Some Apportionment Paradoxes». Mathematics Magazine (en inglés) 65 (1): 3-17. JSTOR 2691355. doi:10.1080/0025570X.1992.11995970.
- Tsai, Yun-Da (8 de octubre de 2018). «Latvia Parliamentary Elections Deliver Pro-Russia, Anti-Establishment Parties Victory». IR Insider (en inglés). International Relations Society at NYU. Archivado desde el original el 25 de julio de 2022. Consultado el 9 de noviembre de 2020.

- Datos: Q127174473
- Multimedia: Election apportionment diagrams / Q127174473